# Bajos de Haina
Bajos de Haina (vaak afgekort tot Haina) is een stad in Dominicaanse Republiek in de provincie San Cristóbal.
Het is een van de belangrijkste havens van het land. 
Bajos de Haina telt ongeveer 133.000 inwoners.
Volgens het Blacksmith Institute was Bajos de Haina in 2007 een van de 10 meest vervuilde steden ter wereld, waarbij met name lood een rol speelt.

## Bestuurlijke indeling
De gemeente bestaat uit twee gemeentedistricten (distrito municipal):
Bajos de Haina en El Carril.
Azua · Bajos de Haina · Baní · Barahona · Boca Chica · Bonao · Comendador · Cotuí · Dajabón · El Seibo · Hato Mayor · Higüey · Jimaní · La Romana · La Vega · Los Alcarrizos · Mao · Moca · Monte Cristi · Monte Plata · Nagua · Neiba · Pedernales · Puerto Plata · Sabaneta · Salcedo · Samaná · San Cristóbal · San Francisco de Macorís · San José de Ocoa · San Juan · San Pedro de Macorís · Santiago · Santo Domingo de Guzmán · Santo Domingo Este · Santo Domingo Norte · Santo Domingo Oeste